# Бакинский рабочий
«Бакинский рабочий» — общественно-политическая газета начала XX века, периода Азербайджанской ССР и современного периода на русском языке. Издаётся в Азербайджане. Освещает общественно-политические, социально-экономические, культурные, спортивные события, происходящие в Азербайджане и за его пределами.

## История

### Период Российской империи

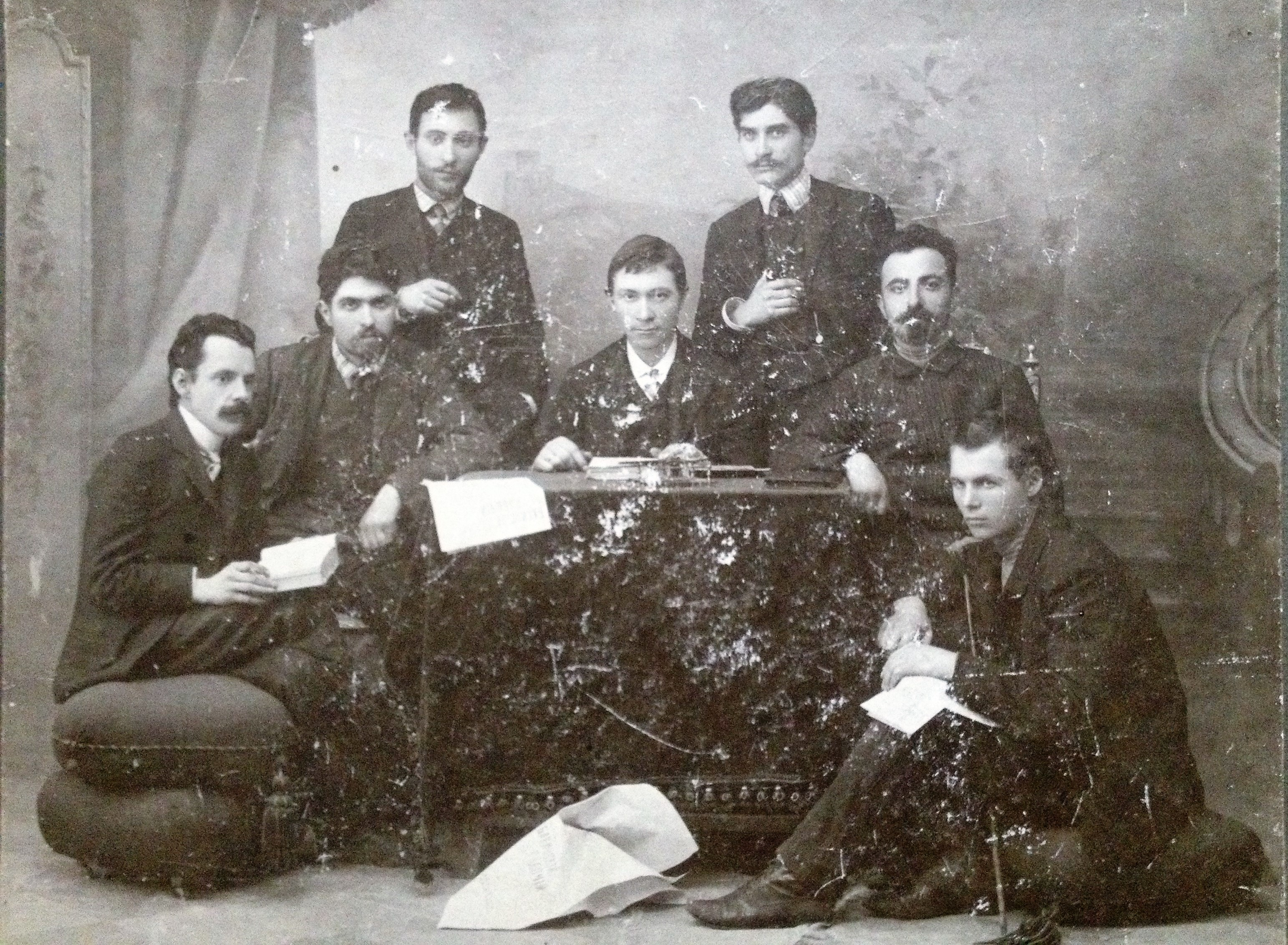
Коллектив редакции газеты «Бакинский рабочий», Баку, 1908 г.

Первый номер газеты, в качестве печатного органа Бакинской организации РСДРП, нелегально вышел в апреле (по другим данным в мае) 1906 года, после созыва Государственной думы. В создании газеты принимал участие И. В. Сталин.
Газета печаталась в подпольной типографии РСДРП.
С 6 сентября 1908 года, после закрытия большевистской газеты «Гудок», газета стала издаваться легально в качестве еженедельной газеты работников нефтяной промышленности.
Газета выходила раз в неделю двойными номерами.
Газета поддерживала связи с печатным органом большевистской фракции РСДРП газетой «Пролетарий». На страницах газеты поддерживалась идея создания профсоюза сельских работников.
Последний номер 17/18 вышел 31 октября 1908 года, и газета была закрыта полицией за «вредное направление».
Экземпляры номеров газеты, издававшихся с 1906 по 1908 год, хранятся в музее В. И. Ленина в Москве.
17 февраля 1909 года начал издаваться журнал «Волна». Подписчики газеты Бакинский рабочий, недополучившие номера, должны были получить данный журнал. 6 марта 1909 года, после выхода второго номера, «Волна» была также закрыта властями.
В 1911 году вышло 5 номеров газеты «Современная жизнь», начавшей издаваться 26 марта 1911 года. Её издателем являлся Степан Шаумян. После этого до 1917 года периодической большевистской газеты в Баку не издавалось.

### 1917—1918
22 апреля (5 мая) 1917 года издание газеты было возобновлено. Газета стала издаваться как ежедневный официальный печатный орган Бакинского комитета РСДРП. В первом номере были напечатаны Апрельские тезисы Ленина.
Первоначально газета издавалась совместно с меньшевиками. Однако, после 5 номера полностью перешла в руки большевиков, и представляла интересы Бакинского комитета РКП(б).
Редакторами стали Степан Шаумян и Арсен Амирян.
Газета выступала против мусаватистов, эсеров и меньшевиков. Продвигала идеи Бакинской коммуны. В 1917 и 1918 годах в газете было опубликовано более 80 статей и речей Ленина. Напечатано 26 материалов, освещавших деятельность Ленина.
Издание газеты продолжалось до 10 августа 1918 года. Одним из редакторов газеты в этот период являлся Прокофий Джапаридзе.
11 августа 1918 года, после свержения власти Бакинской коммуны, подпольно вышел 267-й, последний номер газеты.

### Период Азербайджанской ССР
Вновь газета стала выходить 15 июля 1920 года под названием «Азербайджанская беднота». С 7 ноября 1920 года, после № 87 постановлением ЦК и БК АКП вновь переименована в «Бакинский рабочий».
Газета являлась печатным органом Центрального Комитета КП Азербайджанской ССР, Верховного Совета Азербайджана и Совета министров Азербайджанской ССР.
2 декабря 1923 года вышел 1000-й номер газеты. На 1926 год тираж газеты составлял 35 000 экземпляров. В газете работали 553 рабочих корреспондента и 207 сельских корреспондентов.
В газете впервые были опубликованы многие стихи Сергея Есенина.
В 1969 году тираж составлял 130 тысяч экземпляров.
На 1976 год ежедневный тираж составлял 155 000 экземпляров.

## Современный период
Газета является печатным органом Управления делами Президента Азербайджана.
В 1995 году газета возобновила деятельность.
19 мая 2006 года в связи со 100-летием газеты и за заслуги в области журналистики сотрудники газеты Любовь Челебиева, Дильман Мусаев, Бейбала Неметов, Тамилла Нуриева награждены медалью «Прогресс». Также сотрудникам газеты Вагифу Абдуллаеву, Маису Гаджиеву, Людмиле Хохловой присвоено звание «Заслуженный журналист Азербайджана».
В 2009 году тираж газеты составил 3 тысячи экземпляров.
11 июля 2025 года газета преобразована в общество с ограниченной ответственностью.

## Главные редакторы
- Прокофий Джапаридзе (1917—1918)
- Пётр Чагин (1922—1925)
- Иван Морозов (1931—1933)
- Н. К. Белый (1936)
- Генрих Письман (1940-е (конец войны) — 1947)
- Андрей Малютин (1946)
- Михаил Окулов (1950-е — 1970-е)
- Агабек Аскеров (2001—2011)
- Рахман Гаджиев (2011—2021)
- Ильгар Гусейнов (с 2021)

## Награды
- Орден Труда Азербайджанской ССР[азерб.] (1923)
- Орден Трудового Красного Знамени (18 июня 1946) — за плодотворную работу по политическому воспитанию трудящихся и заслуги в дело мобилизации рабочих, крестьян и интеллигенции Азербайджанской ССР на выполнение задач социалистического строительства, в связи с 40-летием со дня выхода первого номера.
- Орден Октябрьской Революции (1976)
- Благодарность Президента Российской Федерации (21 июня 1999 года, Россия) — за многолетнюю активную деятельность и большой вклад в развитие русской прессы за рубежом[7].